# 十人書畫展
十人書畫展為台灣書法界重要展覽，首次展覽可溯自1959年7月。
以書法展覽為展示內容的十人書畫展，參展人員，成員包括台灣書法家陳定山、張隆延、傅狷夫、曾紹杰、陳子和、丁翼、丁念先、朱雲、李超哉及王壯為等家。1959年－1975年長達14年間，簡稱十人展的此書畫展公開展覽10次，帶動台灣書法研習藝術，並延續自中國帶來的隸書、行書、小楷、二爨（爨寶子碑與爨龍顏碑）書體、墨水書畫、篆刻、印藝、金石學、標準草書、小篆等書法藝術。